# Gutleutstraße 8–12

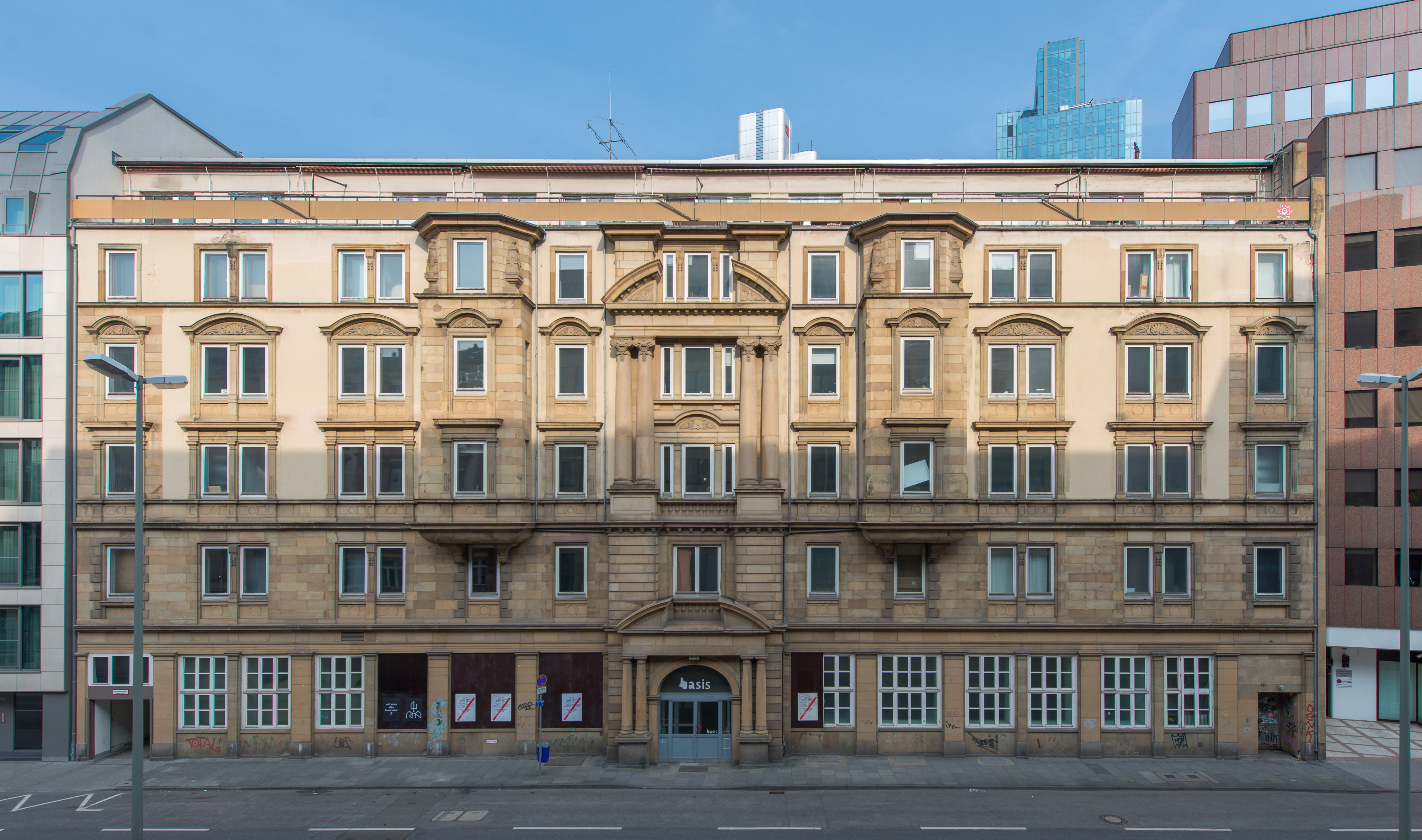
Gutleutstraße 8–12

Das Hause Gutleutstraße 8–12 in Frankfurt am Main wurde 1907 als Hotel erbaut und steht unter Denkmalschutz.

## Geschichte

### Bau und Zeit des Nationalsozialismus
Das Gebäude, ursprünglich ein Nobelhotel namens Silvana, wurde im Jahr 1907 fertiggestellt und hatte während der 1920er-Jahre wechselnde Eigentümer. Architekt war L. Modrow. Mitte 1933 erwarb der NSDAP-Gau Hessen-Nassau das Gebäude. Anlässlich des ersten Spatenstichs zum Autobahnausbau am 23. September 1933 wurde das Adolf Hitler gewidmete Gauhaus von diesem persönlich eingeweiht. Die Gutleutstraße 8–12 blieb für etwa sieben Jahre Sitz der regionalen Parteizentrale. Anfang der 1940er Jahre zog es in das zentraler gelegene und zu diesem Zweck umgebaute Haus am Börsenplatz (Rathenauplatz). Was in dieser Zeit geschah, kann nur über Einzelstücke in verstreuten Zeugnissen in etwa rekonstruiert werden. Um Spuren und Beweise zu vernichten, wurden sämtliche Aktenbestände kurz vor der Befreiung durch die amerikanischen Alliierten Ende März 1945 von der Gauleitung zerstört.
Antijüdische Aktionen, wie der Pogrom am 9. November 1938 wurden, wenn auch Dokumente dazu fehlen, mit Bestimmtheit hier im Hause koordiniert. Es lässt sich nicht ausschließen, dass Menschen im Haus festgehalten und gefoltert wurden, wenn auch Überlieferungen dazu fehlen. Das Gebäude steht jedoch nachweislich in unmittelbarem Zusammenhang mit den Euthanasie-Morden, der sogenannten ‚T4-Aktion’. (Tiergartenstraße 4, eine Abteilung der „Kanzlei des Führers“ der NSDAP in den Jahren 1940/41). Im Rahmen der im Gauhaus organisierten ‚T4-Aktion’ wurden in Hadamar bei Limburg (Hessen) systematisch psychisch erkrankte Menschen und Menschen mit Behinderung ermordet. Mit großer Wahrscheinlichkeit wurden auch die ersten Deportationen jüdischer Menschen aus Frankfurt im Jahr 1941 von hier aus organisiert.
Nach dem Zweiten Weltkrieg wurde das Gebäude Sitz der Bezirksleitung der KPD (Kommunistische Partei Deutschlands) und der Redaktion des KPD-Organs „Hessischer Landbote“ bzw. der sozialistischen Volkszeitung.

### Nutzung als Landesbildstelle
Spätestens ab 1953 wurde das Haus als Filmarchiv genutzt und 1954 zog die Staatliche Landesbildstelle mit in das Gebäude ein, die es bis 2002 nutzte.
Im Volksstaat Hessen entstand 1922 die erste Bildstelle in Darmstadt, in Frankfurt am Main wurde am 1. April 1926 die erste Bildstelle der Provinz Hessen-Nassau eingerichtet, die auch die Funktion einer Landesbildstelle für die Provinz wahrnahm. Die Bildstelle hatte ihren Sitz zunächst in der Weidenborn-Schule und bezog 1938 ein eigenes Gebäude in der Hammelsgasse. Am 22. März 1944 wurde dies bei Luftangriffen zerstört. Sie wurde in die Kreisbildstelle Hanau verlegt, dieses wurde am 4. Januar 1945 ebenfalls Opfer des Bombenkriegs. Der Neuaufbau nach dem Krieg begann in Wächtersbach, bevor die Landesbildstelle 1946 wieder nach Frankfurt verlegt werden konnte. 1947 wurde die Darmstädter Landesbildstelle aufgelöst und die Frankfurter Bildstelle war nun die einzige Landesbildstelle in Hessen.
Aufgrund des Wachstums der Bestände wurde das Haus in der Gutleutstraße 8–12 in Frankfurt a. M. durch das Land für die Landesbildstelle erworben und am 9. August 1954 durch diese bezogen. Danach erfolgte im laufenden Betrieb der Umbau des Hauses, der am 18. Februar 1957 vollendet war. Die Landesbildstelle nutzte das Gebäude bis zu ihrer Auflösung 2002. Die umfangreichen Foto-, Dia- und Film-Reihen wurden überwiegend dem Institut für Stadtgeschichte Frankfurt am Main übertragen, die Akten kamen in das Hauptstaatsarchiv Wiesbaden und umfassten rund 47 lfm.
Das Gebäude steht unter Denkmalschutz.

## Heutige Nutzung
Die Gutleutstraße 8–12 stand zwischen 2002 und 2007 leer und wurde ab 2007 durch den gemeinnützigen Verein basis e.V. saniert. Zum Jahreswechsel 2007/2008 bezog der Verein das Gebäude und nutzt es seitdem zur Förderung künstlerischer und kreativer Inhalte. Die Produktions- und Ausstellungsplattform basis e.V. ist ein gemeinnütziger Verein mit Sitz in Frankfurt am Main, der im Jahr 2006 von Felix Ruhöfer und Jakob Sturm gegründet wurde. Sein Fokus liegt auf der Förderung sowie Präsentation zeitgenössischer internationaler Kunst.